# Water Mind
Albums de Takayuki Inoue
- Don't Drink Water 〜 Water Mind II
(1977)
Water Mind est le premier album solo de Takayuki Inoue après la dissolution des Spiders.

## Réception critique
L'album est couvert dans le livre Rock Chronicles Japan Vol. 1 1968-1980, un ouvrage collectif de 50 auteurs de 1999, qui se fixait pour objectif (avec le Vol. 2) de détailler les 333 albums essentiels du rock japonais.

## Liste des pistes
| No | Titre                  | Durée |
| -- | ---------------------- | ----- |
| 1. | I Stand Alone          | 3:37  |
| 2. | Chin Chin Densha       | 4:10  |
| 3. | Musuko Yo              | 4:50  |
| 4. | Just a Man             | 5:52  |
| 5. | Dreamer                | 5:58  |
| 6. | Just at the Right Time | 5:24  |
| 7. | Ensei-ka               | 4:17  |
| 8. | Goodbye Log Cabin      | 4:23  |